# Clostera powelli
Clostera powelli är en fjärilsart som beskrevs av Charles Oberthür 1915. Clostera powelli ingår i släktet Clostera och familjen tandspinnare. Inga underarter finns listade i Catalogue of Life.